# 片倉村廉
片倉 村廉（かたくら むらかど）は、江戸時代中期の仙台藩伊達家重臣。通称は小十郎。白石片倉家8代当主。

## 略歴
享保12年（1727年）、仙台藩家老・松前広高の次男として誕生。幼名繁九郎、勇之助。初名は景寛。祖父は3代片倉景長の実弟松前為広。
縁戚の白石領主・片倉村定の養子となる。藩主世子・宗村の遊び相手を務めた。
寛保3年（1743年）、養父の隠居により家督を相続して白石領主となり、藩主・宗村の偏諱を受け「村廉」と諱を改める。同年、宗村の藩主襲封の御礼言上の際に、江戸城で8代将軍・徳川吉宗に拝謁する。同年、宗村に牧場開設の命を受け、翌延享元年（1744年）刈田郡七日原に開設する。寛延元年（1748年）、宗村の妹・郷姫と結婚する。郷姫との間に、一門伊達村倫室となる薫姫を儲けた。宝暦2年（1752年）に正室郷姫が死去する。宝暦4年（1754年）、庶子・景義を嫡子と定めるも、宝暦10年（1760年）に没したため、その弟繁五郎（村典）を嫡子とする。宝暦6年（1756年）、藩主・伊達重村の藩主襲封の御礼言上の際に、将軍吉宗に拝謁する。同年幕府監察使が、白石城を訪れ供応にあたる。
明和5年（1768年）6月23日没。享年42。家督は村典が相続した。墓所は宮城県白石市の片倉家廟所。

## 代表的な和歌
畏しな道ある御代は花鳥の 色香もおのか時をたかへす（宮城百人一首）

## 系譜
- 父：松前広高
- 母：不詳
- 養父：片倉村定（1677-1744）
- 正室：郷姫（?-1752） - 昌子、伊達吉村の娘
  - 女子：薫子 - 伊達村倫室
- 側室：不詳
  - 三男：片倉村典（1758-1822）
- 生母不明の子女
  - 男子：片倉景義（?-1760）